# Bourse régionale des valeurs mobilières
La Bourse Régionale des Valeurs Mobilières (ou BRVM) est une institution financière spécialisée créée le 18 décembre 1996 conformément à une décision du Conseil des Ministres de l'UEMOA prise en décembre 1993. C'est une société anonyme dotée d'une mission de service public communautaire et disposant d'un capital de 2 904 300 000 francs CFA. Cette bourse est commune à 8 pays de l'Afrique de l'Ouest : Bénin, Burkina Faso, Guinée-Bissau, Côte d'Ivoire, Mali, Niger, Sénégal et Togo. 
La BRVM est basée à Abidjan et dispose d'antennes nationales de bourse (ANB) dans chacun des pays concernés. Chaque ANB est reliée au siège par un relais satellitaire qui assure l'acheminement des ordres et des informations à tous les investisseurs de la Bourse de façon équitable.
Le Dr Parfait Kouassi, 1er Vice président de la Chambre de commerce et d'industrie de Côte d'Ivoire, a été élu le 18 décembre 2018, Président du Conseil d'Administration de la BRVM / DC/BR à l'issue d'un Conseil d'Administration tenu à Cotonou. Il remplace à ce poste l'architecte sénégalais Pierre Goudiaby Atepa, qui a démissionné pour se présenter à l'élection présidentielle de 2019 au Sénégal. Il est reconduit à cette même fonction à la suite de l'Assemblée Générale mixte du Mardi 25 Juin 2024.

## Histoire
L’Union Économique et monétaire ouest-africaine (UEMOA) qui regroupe à ses débuts sept pays (Bénin, Burkina Faso, Côte d’Ivoire, Mali, Niger, Sénégal et Togo) rejoints par la suite par la Guinée-Bissau, prévoit dans son traité constitutif du 14 novembre 1973, la mise en place d’un marché financier organisé. Dans cette perspective, en 1991, l'idée d’un marché financier unique et commun à l’ensemble des pays de l’Union est développée pour favoriser les échanges commerciaux et renforcer l’intégration régionale. La décision de création du Marché Financier Régional est prise en 17 décembre 1993 et la mise en œuvre de cette opération est confiée à la Banque centrale des États de l'Afrique de l'Ouest (BCEAO). 
La Bourse Régionale des Valeurs Mobilières constitue, avec l'Autorité des Marchés Financiers de l'Union Monétaire Ouest Africaine (AMF-UMOA), l’une des deux structures de ce Marché Financier Régional. Le 18 décembre 1996 : les différents travaux préliminaires aboutissent à la construction à Cotonou de la Bourse des Valeurs Mobilières S.A et du Dépositaire Central / Banque de Règlement S.A, marquant ainsi la fin du mandat donné à la BCEAO et la gestion du projet par ses propres organes. Le 20 novembre1997: le conseil des Ministres de l'Union procède à l'installation du Conseil Régional de l'Epargne Publique et des Marchés Financiers.
Le 16 septembre 1998: la BRVM et le DC/BR démarrent leurs activités. De décembre 2012 à octobre 2015, la capitalisation de la BRVM a presque doublé, passant de 4 031 milliards de francs CFA à 7 500 milliards. En décembre 2013, la BRVM et la bourse de Casablanca signe une convention de partenariat visant à augmenter l'échange d'informations, échanger les process de formation, coupler la promotion des deux marchés et développer le concept de double cotation. En juin 2015, le principe de double passeport est mis en place, rendant toute firme cotée dans une bourse éligible dans l'autre.
Fin 2015, son indice COMPOSITE affiche une progression de 18,8%, soit le plus fort toutes bourses africaines confondues. Dans la foulée, la BRVM change de logo et inaugure l'ouverture de sa nouvelle salle de marché.

## Organisation
La Bourse Régionale des Valeurs mobilières repose sur un trépied constitué:
- de l'Autorité des Marchés Financiers de l'Union Monétaire Ouest Africaine (AMF-UMOA);
- de la Bourse Régionale des valeurs mobilières SA (BRVM.sa);
- du Dépositaire Central /Banque de Règlement (DC/BR).

### Autorité des Marchés Financiers de l'Union Monétaire Ouest Africaine
L'Autorité des Marchés Financiers de l'Union Monétaire Ouest Africaine (AMF-UMOA) est un organe de surveillance du marché financier régional et est investie d' une mission générale de protection de l'épargne investie en valeurs mobilières, produits financiers négociables en bourse et en tout autre placements donnant lieu à une sollicitation de l'épargne de l'Union Economique et Monétaire Ouest Africain (UEMOA). le marché est placé sous son autorité.
C'est le 01 Octobre 2022 que la dénomination Autorité des Marchés Financiers de l'UEMOA (AMF-UEMOA) voit le jour ; elle est le Conseil Régional de l’Épargne Publique et des Marchés Financiers de 1996 à 2022 . Selon Badanam PATOKI actuel président de l'AMF-UEMOA, ce changement s'inscrit dans le cadre des réformes pour le changement structurel du marché financier régional engagées depuis plusieurs années.

### Dépositaire Central /Banque de Règlement (DC/BR)
Le Dépositaire Central / Banque de Règlement (DC / BR) est une entité privée dont le capital s'élève à 1.520.390.000 francs CFA.
Il est chargé de la conservation et de la Circulation des valeurs mobilières pour le compte des émetteurs et des intermédiaires financiers agréés par l'Autorité des Marchés Financiers de l'UMOA.
Il fait office de banque de règlement et peut détenir des encaisses des négociateurs (comptes espèces). Il assure les missions suivantes :
- la centralisation de la conservation des comptes courants des valeurs mobilières pour le compte de ses adhérents ;
- le règlement et la livraison des opérations de bourse, en organisant pour chaque Société de Gestion et d’Intermédiation (SGI), la compensation, valeur par valeur entre les titres achetés et vendus ;
- le règlement des soldes résultant des compensations relatives aux opérations de marché et le paiement des produits (intérêts, dividendes, etc.) attachés à la détention des valeurs mobilières ;
- la mise en action du Fonds de Garantie en cas de défaillance d’un adhérent. Le siège du DC/BR est à Abidjan. Il est représenté dans chaque État membre de l'UEMOA par une Antenne Nationale de Bourse.

### Les intermédiaires commerciaux
Les activités de la Bourse régionales de valeurs mobilières de l'UEMOA s'appuient sur un ensemble d'intermédiaires financiers qui ont le monopole de certaines opérations (introduction en bourse, négociation, etc.). Il est possible de les regrouper en trois (grandes catégories:
- les sociétés de gestion et d'intermédiation (SGI) : intermédiaires financiers qui ont le monopole de la négociation des valeurs mobilières sur le marché. Les négociations peuvent se faire pour leur propre compte ou pour le compte de leurs clients. Le Marché Financier Régional compte 37 SGI qui contribuent à l'essor du Marché Financier Régional[12]. L'association professionnelle des SGI de l'UEMOA a pour Président M. Isidore Niamke TANOE. L'association des SGI qui a célébré son 20e anniversaire en 2018, mène des actions d'éducation financière et de promotion de la culture boursière.
- Les sociétés de Gestion de Patrimoine (SGP);
- Les Conservateurs;
- Les Apporteurs d'affaire;
- Les Démarcheurs.

Chaque catégorie d'intermédiaire joue un rôle relativement précis dans le fonctionnement du marché. Pour accéder à l'une de ces catégories, l'opérateur doit disposer d'un agrément du Conseil Régional de l'Epargne public et des marchés Financiers (CREMPF).

### Les intermédiaires financiers
Les intermédiaires financiers sont essentiellement constitués d'Organismes de placement Collectif en valeurs mobilières (OPCVM) qui se trouvent sous deux formes:
- les sociétés d'investissement à capital variable (SICAV)
- les Fonds Communs de Placement (FCP)

## Les indices de la BRVM
L'évolution des cours des actions de la BRVM est traduite par dix indices :
- L'indice BRVM Composite (Base 100 au 15 septembre 1998)
- L'indice BRVM 30 (Base 100 au 02 Janvier 2023)
- L'indice BRVM Prestige (Base 100 au 02 Janvier 2023)
- L'indice BRVM Industrie (Base 100 au 14 juin 1999)
- L'indice BRVM Services Publics (Base 100 au 14 juin 1999)
- L'indice BRVM Finance (Base 100 au 14 juin 1999)
- L'indice BRVM Transport (Base 100 au 14 juin 1999)
- L'indice BRVM Agriculture (Base 100 au 14 juin 1999)
- L'indice BRVM Distribution (Base 100 au 14 juin 1999)
- L'indice BRVM Autres (Base 100 au 14 juin 1999)

Le BRVM Composite décrit l'évolution de toutes les actions du marché. Le BRVM 30 traduit l'évolution des 30  actions les plus liquides du marché. Sa composition est revue à la fin de chaque trimestre de l'année civile.

## Titres cotés à la BRVM

### Marché des actions
Les actions cotées à la BRVM sont regroupées en sept secteurs et se présente comme suit :
- Secteur industrie (ex: Sicable, Nei-Ceda, Filtisac, Nestlé, Air Liquide (Côte d'Ivoire), Société de limonaderies et brasseries d'Afrique (SOLIBRA))
- Secteur services Publics (ex: Cie, Onatel, Sonatel)
- Secteur Finance (ex: Bici ci, Alios Finance (SAFCA),BanK of Africa, Ecobank Transnational Incorporated, SGBCI)
- Secteur Transport (ex: Bolloré Africa Logistics, Movis)
- Secteur Agriculture (ex: Palm (Côte d'Ivoire), Saph, Sicor, Sogb)
- Secteur Distribution (ex: Servair, Bernabe, Cfao, Vivo Energy, Total Energie)
- Secteur Autres (ex: Setao)

### Marché Obligataire de l'UEMOA
Le marché obligataire comporte 28 lignes qui peuvent être regroupées en quatre catégories :
- Obligataire Corporate : obligations qui sont émises par des personnes morales qui relèvent du privé. Cette catégorie comporte actuellement 12 lignes.
- Obligation d'État : obligations émises par l'un des huit Trésors Publics des États qui composent la zone UEMOA. Cette catégorie comporte actuellement cinq lignes associées aux émissions de trois Trésors Publics : Trésor Public de la Côte d'Ivoire, Trésor Public du Sénégal et le Trésor Public du Togo.
- Obligation Régionales : obligations qui sont émises par des instituts de coopération sous-régionales. Cette catégorie comporte actuellement 8 lignes. Elle est largement dominée par les émissions de la Banque Ouest Africaine de Développement (BOAD) institution spécialisée de l'UEMOA auxquelles il faut ajouter l'émission de la Banque d'Investissement et de Développement de la CEDEAO (BIDC).
- Obligation Kolas : mis en place par les autorités du marché afin de permettre aux institutions non membres de la zone UEMOA mais qui souhaiteraient lever des ressources sur le marché en vue du développement de leurs activités. Il ne comporte que 2 lignes représentant l'obligation émise sur le marché financier régional de l'UEMOA par l'Agence française de développement (AFD) et celle émise par la Société financière internationale (SFI).